# 旺朱乃迪
敦旺朱乃迪（1946年2月1日—），马来西亚政治人物，自2024年1月26日起担任砂拉越州元首。曾任马来西亚国会上议院主席以及上议员。前砂拉越州山都望砂盟土保党国会议员 。前任马来西亚首相署（法律事务）部长。

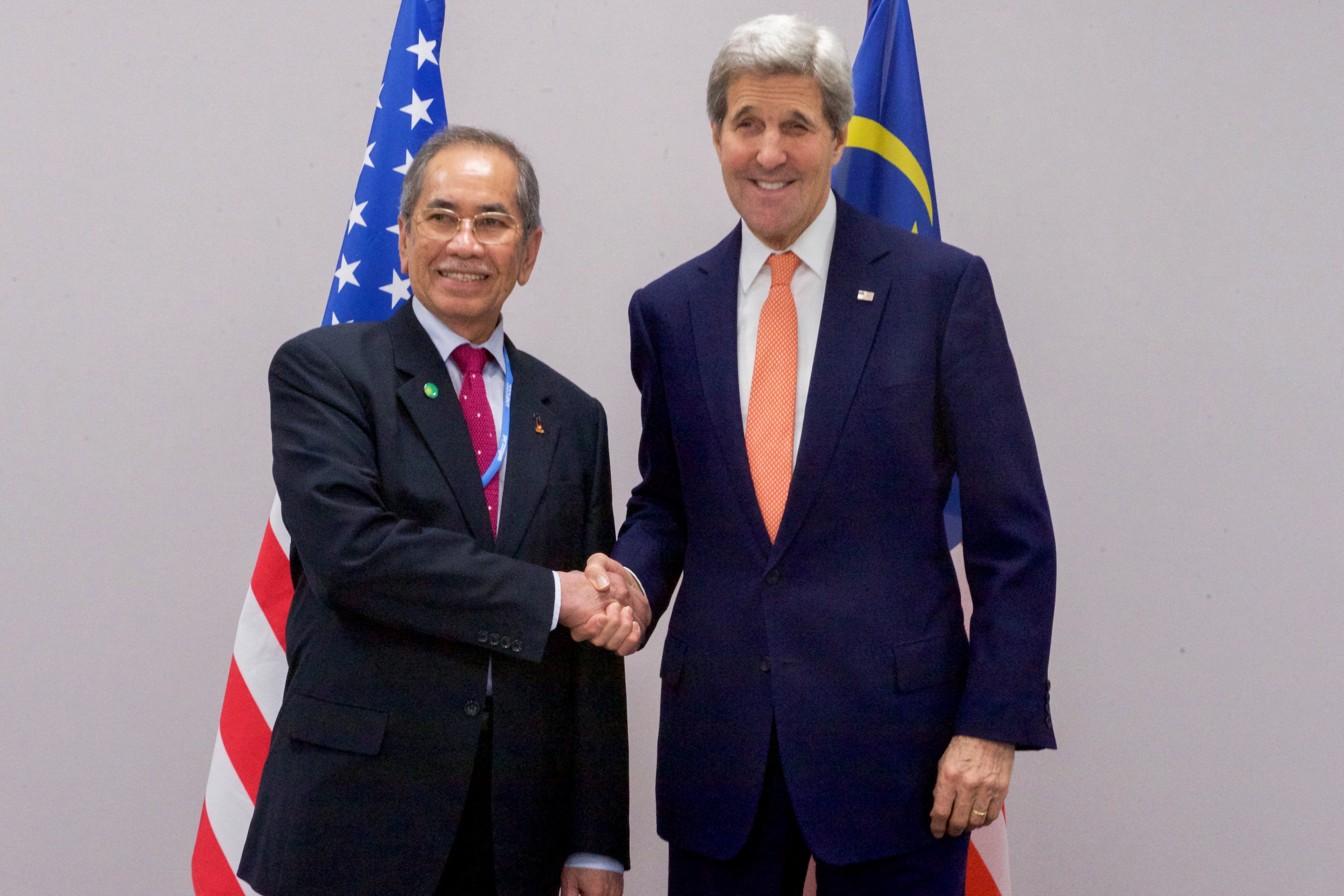
2015年12月10日旺朱乃迪在巴黎与美国国务卿约翰·福布斯·克里会面

## 个人生活
旺朱乃迪与妻子菲奥娜阿都拉（Feona Abdullah）于1972年在其女方的砂拉越住家结婚，两人共育有3名女儿，分別是长女Embok Fariah、次女Sharifah Nong-Jasima和幼女Sharifah Nuril Barieyah。菲奥娜阿都拉是砂拉越第三任州元首敦阿都拉曼·耶谷的養女。2022年5月27日，菲奥娜阿都拉因内脏出血，于6点12分在砂拉越古晋的婆罗洲医疗中心医院（BMC）逝世，享年70岁。

## 荣誉

### 国内
- 马来西亚 :
  -  护国玛哈拉惹勋章 (SMN) – 敦 (2024)[5]
  -  联邦王冠效忠领袖勋章 (PSM) – 丹斯里 (2023)[6]
  -  国家领袖勋章 (PJN) – 拿督 (2003)
  -  联邦王冠效忠功臣勋章 (JSM) (2000)
  -  效忠服务奖章 (PPS)
  -  公共服务奖章 (PPA)
  -  国家英雄功勋奖章 (PJPN)
  -  第14任最高元首登基纪念奖章
  -  第15任最高元首登基纪念奖章
  -  第17任最高元首登基纪念奖章
- 砂拉越 :
  -  砂拉越之星勇士勋章 (SBS) – 丕显斯里 (2024)[7]
  -  砂拉越之星国家领袖勋章 (PNBS) – 拿督斯里 (2014)[8]
  -  砂拉越之星功臣奖章 (JBS) (1998)[9]
  -  砂拉越之星丞官奖章 (PBS)
- 马六甲 :
  -  马六甲辉煌勋章 (DGSM) – 拿督斯里 (2017)[10]